# Хитрик Ганна Сергіївна
 Хитрик Ганна Сергіївна  (нар.. 25 червня 1980, Челябінськ, РРФСР) — білоруська співачка, актриса.

## Біографія
Ганна Хитрик закінчила академію за спеціальністю «акторське мистецтво театру ляльок», але вже на третьому курсі була запрошена режисером Олександром Гарцуєвим у виставу Купаловського театру «Брат мій, Сіман…». Після закінчення вузу Ганну запросили до Національного академічного театру імені Янки Купали. Співпрацювала з Малим театром. Викладала в школі з театральним ухилом.
У 2017 році емігрувала до Ізраїлю.

## Телебачення
У дитячій телевізійній передачі «Калыханка» на Білоруському ТБ вона до 2009 року працювала ляльководом Лисички. У 2010 році брала участь у музичному проекті «У нескладовае».

## Концертна діяльність
У 2006—2010 років у складі групи «Детидетей» вела активну концертну діяльність. У травні 2010 року був випущений третій альбом «Рух», ймовірно, останній, т. к. у червні група оголосила про початок безстрокової творчої відпустки.
Після цього Ганною Хитрик за участю деяких музикантів екс-Детидетей був створений новий проект «S°unduk». У червні 2010 року у групи «S°unduk» вийшов перший альбом «Том перший», у травні 2013 вийшов альбом «Том другий», а в грудні 2013 — альбом «Наше Время (Том третий)».

## Нагороди
- На VI Московському міжнародному телевізійно-театральному фестивалі «Жива казка» Ганна Хитрик за роль у мюзиклі «Африка» нагороджена в номінації «За талановите виконання жіночої ролі»,
- На VII Міжнародному телевізійно-театральному фестивалі «Цей День Перемоги…» в Москві (2005 р.) — приз «За виконання жіночої ролі» за роль Джулії у виставі «Балада про кохання».

## Фільми
- Ліка, або Дембельская байка (к/м) — 2004
- Тінь самурая (т/ф), Нора — 2008
- Вольф Мессінг: хто Бачив крізь час (телесеріал) епізод — 2009
- Крах фаворита (телесеріал), Женя — 2009

| Рік  |   | Українська назва          | Оригінальна назва                              | Роль                         |
| ---- | - | ------------------------- | ---------------------------------------------- | ---------------------------- |
| 2009 | ф | Дастиш фантастиш          | Дастыш фантастыш                               | епізод і голос за кадром     |
| 2009 | ф | Снайпер: Зброя відплати   |                                                | Берта, німецький снайпер     |
| 2010 | ф | Одного разу в Барахляндії | Сьнежни завулак 10 альбо аднойчи ў Барахляндиі | принцеса Бульвінея           |
| 2012 | ф | Любов заради життя        |                                                |                              |
| 2012 | ф | Білі вовки (телесеріал)   |                                                | дружина Семена (10-та серія) |